# 梅诺卡岛珍珠菜
梅诺卡岛珍珠菜(学名:Lysimachia minoricensis)是西班牙巴利阿里群岛中的梅诺卡岛特有及野外灭绝的一种珍珠菜属植物。它们在野外仅在一个地点(Barranc de Sa Vall)有发现。野外种群约在1926年至1950年间消失，幸运的是，它们的种子被保留了下来，且于1926年在巴塞罗那的植物园对其进行栽培。虽然这个植物园在西班牙内战时期被遗弃且梅诺卡岛珍珠菜在那段时间未被见到，但在之后发现了它们的一个种群，这个种群隐蔽在浓密的灌木丛中。现时该物种多见于人工栽培的环境和种子库中，目前对其进行了再引入措施，但尚未形成自我维持种群。